# Panika roku 1890
Ekspansja kredytowa rozprzestrzeniała się na świecie w formie pożyczek udzielanych głównie państwom Ameryki Południowej. W rezultacie budownictwo okrętowe oraz przemysł ciężki przeżywały tam okres szybkiego rozwoju. W roku 1890 wybuchł jednak dwuletni kryzys, przy czym depresja trwała aż do roku 1896. Świadczyły o tym charakterystyczne dla tej fazy cyklu gospodarczego zjawiska, takie jak bankructwa firm kolejowych, krach na giełdzie papierów wartościowych, załamanie przemysłu żelaza i stali oraz wysokie bezrobocie.
W ostatniej dekadzie XIX wieku w USA odrodziły się nastroje oczekiwań na powrót srebra (jako środka płatniczego), po niespełna dekadzie od jego oficjalnego wycofania z obiegu. Uchwalając ustawę Shermana, w wyniku której ilość obowiązkowo nabywanego przez rząd srebra uległa niemal podwojeniu, Partia Republikańska przyczyniła się do nasilenia inflacji. Ustawa upoważniała bowiem Skarb Państwa do zakupu 4,5 miliona uncji surowca miesięcznie, co miało być sfinansowane nową emisją banknotów (tzw. Treasury notes). Według uznania Skarbu Państwa waluta ta miała być wymienialna na złoto bądź srebro. Decyzje te przyczyniły się nie tylko do zwiększenia zależności rządu od srebra; stanowiły zarazem poważny krok w stronę bimetalizmu, który przy wyraźnie spadających w tym okresie kursach rynkowych, ostatecznie i tak zakończyłby się inflacjogennym monometalizmem srebra. W tym samym roku (1890) republikanie uchwalili ustawę McKinleya, która potwierdziła ich pozytywny stosunek do wysokich ceł oraz miękkiego pieniądza.
Kolejnym niepokojącym i pogłębiającym inflację posunięciem była zmiana wieloletniej praktyki księgowania rozliczeń międzybankowych w złotych monetach przez nowojorski wydział Skarbu USA. W miejsce kruszcu zaczęto używać banknotów. W rezultacie papierowa waluta zaczęły wyraźnie zastępować złoto w roli środka płatniczego, co było widać m.in. we wpływach z opłat celnych w Nowym Jorku.